# Monette Dinay
Simonne Élise Dinet, dite Monette Dinay,  est une actrice française, née le 20 septembre 1906 au Petit-Quevilly (Seine-Maritime) et morte le 19 novembre 1986 au Pradet (Var).

## Biographie
Un essai biographique lui a été consacré, ainsi qu'à son époux Robert Allard, sous le titre Que leur spectacle continue... par Georges Guinand aux éditions du Net en 2017.

## Filmographie
- 1930 : Le Blanc et le Noir de Robert Florey : Joséphine
- 1931 : Les Quatre Jambes, court métrage de Marc Allégret
- 1931 : Radio Folies, court métrage de Jean Tarride
- 1932 : Ce cochon de Morin de Georges Lacombe
- 1932 : L'Agence O'Kay, court métrage d'André Chotin
- 1932 : Maison hantée court métrage de Roger Capellani
- 1932 : Mimi Pandore, court métrage de Roger Capellani
- 1932 : Riri et Nono en vacances, court métrage de Jacques Daroy
- 1932 : Riri et Nono mannequins, court métrage de Marc Didier
- 1932 : Riri et Nono se débrouillent, court métrage de Marc Didier
- 1932 : Le Supplice de Tantale, moyen métrage de Jean-Louis Bouquet
- 1932 : La Terreur de la pampa  de Maurice Cammage (moyen métrage) : Nelly
- 1932 : Ordonnance malgré lui  de Maurice Cammage (moyen métrage) : Rosine
- 1932 : Un beau jour de noces de Maurice Cammage (court métrage) : Marinette Devaux
- 1933 : L'Héritier du Bal Tabarin de Jean Kemm
- 1933 : Le Gros Lot ou La Veine d'Anatole, court métrage de Maurice Cammage
- 1933 : Les Deux Monsieur de Madame  d'Abel Jacquin et Georges Pallu : Flora
- 1933 : La Garnison amoureuse de Max de Vaucorbeil
- 1933 : Gudule court métrage de Pierre-Jean Ducis
- 1933 : Noces et banquets de Roger Capellani
- 1933 : On demande un employé, court métrage de Pierre-Jean Ducis
- 1933 : Un drôle de numéro, court métrage de Jean Gourguet
- 1934 : Madame Bovary de Jean Renoir : Félicité
- 1934 : L'Affaire Coquelet de Jean Gourguet
- 1934 : La Jeune Fille d'une nuit (Die Töchter ihrer Exzellenz) de Reinhold Schünzel et Roger Le Bon
- 1934 : Nuit de mai de Gustav Ucicky et Henri Chomette: Toni
- 1934 : On a trouvé une femme nue de Léo Joannon
- 1934 : Turandot, princesse de Chine de Gerhard Lamprecht et Serge Veber: Mien-Li
- 1936 : La Petite Dame du wagon-lit de Maurice Cammage
- 1936 : Prends la route de Jean Boyer et Louis Chavance
- 1936 : Prête-moi ta femme de Maurice Cammage
- 1936 : Irma Lucinde, voyante, moyen métrage de Claude Orval
- 1937 : Les Dégourdis de la 11e de Christian-Jaque: Amélie
- 1938 : Vidocq de Jacques Daroy
- 1940 : L'Héritier des Mondésir d'Albert Valentin : Rosette
- 1942 : Le Mariage de Chiffon de Claude Autant-Lara : Alice de Liron
- 1943 : Coup de feu dans la nuit de Robert Péguy : Toinette
- 1949 : Retour à la vie, sketch Le Retour de Jean de Henri-Georges Clouzot  : Juliette
- 1949 : L'Homme explosif, court métrage  de Marcel Paulis
- 1951 : La Maison dans la dune de Georges Lampin
- 1951 : Les Deux Monsieur de Madame de Robert Bibal
- 1952 : Nous sommes tous des assassins d'André Cayatte : la femme de Charles
- 1952 : Suivez cet homme de Georges Lampin
- 1955 : Le Dossier noir d'André Cayatte : Thérèse
- 1955 : Rencontre à Paris de Georges Lampin
- 1956 : La Traversée de Paris  de Claude Autant-Lara: Madame Jambier
- 1958 : La Tour, prends garde ! de Georges Lampin
- 1958 : Ni vu, ni connu d'Yves Robert : Léontine